# Бугриновка (Черниговская область)
Бугриновка (укр. Бугринівка) — село в Новгород-Северском районе Черниговской области Украины. Население — 161 человек. Занимает площадь 1,5 км². Расположено на реке Малотечь.
Почтовый индекс: 16050. Телефонный код: +380 4658.

## Власть
Орган местного самоуправления — Лариновский сельский совет. Почтовый адрес: 16051, Черниговская обл., Новгород-Северский р-н, с. Лариновка, ул. Нерушевка, 11.